# Сан-Пьетро-ин-Амантея
Сан-Пьетро-ин-Амантея (итал. San Pietro in Amantea) — коммуна в Италии, располагается в регионе Калабрия, подчиняется административному центру Козенца.
Население составляет 610 человек, плотность населения составляет 61 чел./км². Занимает площадь 10 км². Почтовый индекс — 87030. Телефонный код — 0982.
Покровителем коммуны почитается святой апостол Варфоломей, празднование 24 августа.